# John Lammers
Johannes Gerardus Adrianus Lammers, noto semplicemente come John Lammers (Tilburg, 11 settembre 1963), è un allenatore di calcio ed ex calciatore olandese, di ruolo attaccante, tecnico del VVV-Venlo.

## Palmarès

### Allenatore

#### Competizioni nazionali
- Eerste Divisie: 1

Heracles Almelo: 2022-2023